# Schönholzerswilen
Schönholzerswilen est une commune suisse du canton de Thurgovie, située dans le district de Weinfelden.

## Monuments et curiosités
L'église réformée, à une nef, a été construite en 1714 d'après des plans de Ulrich Grubenmann. Son clocher a été remanié en 1867.

## Personnalité liée à la commune
- Marie-Louise Bion (1858-1939), peintre suisse